# Achterliggende nullen
In de wiskunde zijn achterliggende nullen een repeterende rij van het cijfer 0 een getal waarna geen andere cijfers meer volgen.
Achterliggende nullen achter de komma (zoals bij het getal 123,4500) hebben geen invloed op de waarde van het getal en kunnen verwijderd worden als alleen de waarde van belang is. Bijvoorbeeld bij medicatie worden de achterliggende nullen verwijderd om verwarring over de dosis te voorkomen. Echter, achterliggende nullen zijn wel van belang voor het aangeven van de nauwkeurigheid van metingen als significante cijfers.  Binnen die context is het vereenvoudigen van een getal door de achterliggende nullen weg te halen niet mogelijk.